# Michaël Cuisance
Michaël Bruno Dominique Cuisance, född 16 augusti 1999 i Strasbourg, är en fransk fotbollsspelare som spelar för Hertha Berlin.

## Karriär
I maj 2017 värvades Cuisance av Borussia Mönchengladbach, där han skrev på ett femårskontrakt. Cuisance debuterade i Bundesliga den 19 september 2017 i en 2–0-vinst över Stuttgart, där han blev inbytt i halvlek mot Christoph Kramer. I juni 2018 förlängde Cuisance sitt kontrakt till 2023.
Den 17 augusti 2019 värvades Cuisance av den tyska rekordmästaren Bayern München, där han skrev på ett femårskontrakt. Den 5 oktober 2020 lånades Cuisance ut till franska Marseille på ett låneavtal över säsongen 2020/2021.
Den 3 januari 2022 värvades Cuisance till Venezia, där han skrev på ett 3,5-årskontrakt. Den 30 januari 2023 lånades Cuisance ut till Sampdoria på ett låneavtal över resten av säsongen. Den 1 september 2023 lånades han ut till tyska VfL Osnabrück på ett säsongslån.
Den 21 juni 2024 värvades Cuisance av Hertha Berlin, där han skrev på ett treårskontrakt.